# Daumenlutschen
Daumenlutschen ist eine Angewohnheit von Menschen und anderen Primaten, den Daumen in den Mund zu stecken und daran zu saugen oder zu lutschen.

## Ursprung und Vorkommen
Menschen werden mit einem Saugreflex geboren, der saugende Mundbewegungen bei Berührung der Lippen oder der Zungenspitze auslöst und die Nahrungsversorgung im ersten Lebensjahr sicherstellt. Auch bei Affen wurde dieser Reflex beobachtet. Bereits im Mutterleib lösen Feten diesen Reflex selbst aus, indem sie den Daumen in den Mund nehmen; dies legt die Vermutung nahe, dass bereits der Reflex selbst angenehme Empfindungen vermittelt. Da er jedoch nach dem ersten Lebensjahr nicht mehr nachweisbar ist, kann dies alleine das Daumenlutschen nicht erklären.
Im Gegensatz zu hochentwickelten Zivilisationen kommt das Daumenlutschen offenbar bei Naturvölkern und an alten Stillgewohnheiten festhaltenden Völkern kaum vor. Der Säugling erhält die Brust, sobald er schreit. Es wurde daher vermutet, dass das Daumenlutschen einen Ersatz für diesen Trost darstellt.
Psychologen vermuten, dass Kinder das Säugen mit Ruhe, Geborgenheit und wohltuender Nahrungsaufnahme verbinden. Dieses erlernte Wissen verwendeten sie später, indem sie Gegenstände in den Mund nähmen und daran nuckelten, um sich in Stresssituationen Entspannung zu verschaffen. Die Vermutung wird durch die Beobachtung gestützt, dass Kinder umso intensiver und schneller saugen, je aufgeregter sie sind. Der Gegenstand ist austauschbar; neben Daumen oder anderen Fingern kommen auch Schnuller, Schmusedecken oder Kleidungsstücke in Betracht.
Tiefenpsychologen vermuten, dass Daumenlutschen sexuelle Lust vermittelt und für Kinder eine Form der Selbstbefriedigung darstellt.
Viele kleine (3- oder 4-jährige) Kinder haben noch kein Schamgefühl bezüglich ihrer Lutschbetätigung entwickelt und reagieren mit Stolz, wenn man sie ohne tadelnden Unterton danach fragt. Manchmal führen sie beim Daumenlutschen Nebentätigkeiten wie Ohr und Nase streicheln oder Haare zwirbeln aus.
Die Häufigkeit des Daumenlutschens bei Kindern hängt vom Alter ab (siehe Tabelle). In einigen Untersuchungen wurde sie pauschal mit 54 % aller Kinder und 61 % aller 6- bis 14-jährigen angegeben.

## Folgen
Nach ärztlicher Lehrmeinung ist Daumenlutschen bis Vollendung des dritten Lebensjahres harmlos und sollte nicht unterdrückt werden. Was darüber hinausgeht, werten Fachärzte als schlechte Angewohnheit (Habit, Parafunktion), die körperliche Folgen haben kann.
Das Daumenlutschen zählt zu den Angewohnheiten, die an der fehlerhaften Entwicklung der Kiefer (Dysgnathie) maßgeblich beteiligt sind. Da der Daumen die oberen Schneidezähne während ihrer Wachstumsphase nach vorne drückt, kann es zu Schrägstellungen der Zähne kommen. Nachweisen lässt sich insbesondere eine Beziehung zwischen Daumenlutschen und vorstehenden oberen Schneidezähnen, vergrößertem Overjet und einem frontal offenen Biss. Statistisch nicht signifikant ist die Auswirkung auf den Steilstand der unteren Schneidezähne sowie auf die Unterkieferlage. Das Ausmaß der Veränderungen hängt wohl von der Intensität der Gewohnheit ab. Einige Ärzte sind der Meinung, dass die eingeschränkte Bewegungsfreiheit der Zunge zu anfänglichen Artikulationsschwierigkeiten und damit zu verzögertem Spracherwerb führt.
Schäden, die während der ersten drei Lebensjahre durch das Daumenlutschen entstehen, sind im Allgemeinen unbedenklich, da sie sich ohne Fremdeinwirkung wieder zurückbilden. Unter normalen hygienischen Bedingungen gilt es auch als unbedenklich, dass durch das Daumenlutschen Krankheitserreger in den Mund gelangen.
Exzessives Daumenlutschen oder Daumenlutschen bis weit über das gewöhnliche Alter hinaus kann eine Verhaltensstörung sein, die einer psychologischen Behandlung bedarf. Sie wird mit dem ICD-Schlüssel F98.8 diagnostiziert.
Einer kleinen Kohortenstudie aus Neuseeland (2016) zufolge könnten Daumenlutschen und Nägelkauen  das Risiko von Allergien reduzieren. Ein Zusammenhang mit Asthma und Heuschnupfen wurde nicht gefunden.

## Abgewöhnung
Als erlerntes Verhalten kann Daumenlutschen auch wieder abgewöhnt werden. Das Kind dafür zu bestrafen oder übel schmeckende Tinkturen auf den Daumen aufzutragen, kann zwar wirksam sein, wird aber von Pädagogen nicht gut geheißen.
Vielmehr sollte das Kind dahin gebracht werden, dass es den Verzicht auf das Daumenlutschen als selbständig gefällte Entscheidung empfindet. So wird etwa empfohlen, Kinder durch ständig wiederholtes Anbieten zunächst auf einen Schnuller umzugewöhnen und diesen dann nach angemessener Zeit in einem Ritual ersatzlos zu entsorgen.
Viele Kinder gewöhnen sich das Daumenlutschen selbst ab, wenn sie dafür von anderen Kindern gehänselt werden. Verhaltenstherapeutische Maßnahmen wie Habit Reversal Training und Entkopplung haben sich auch als hilfreich erwiesen bei der Reduktion von Impulskontrollstörungen wie Daumenlutschen.

## Medizingeschichte

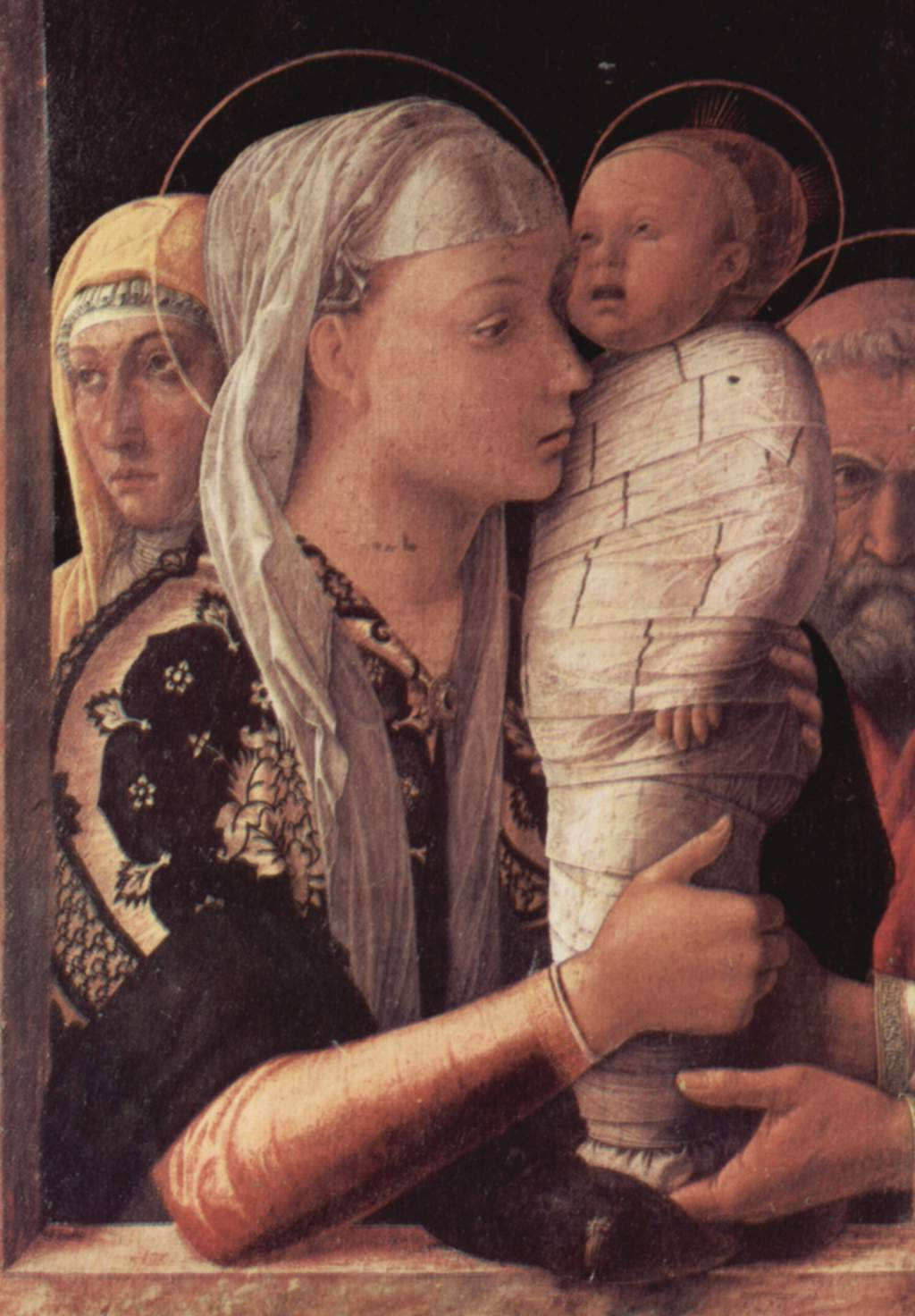
Eine das Daumenlutschen verhindernde Wickelmethode auf einem Gemälde von Andrea Mantegna (15. Jahrhundert)

Das Daumenlutschen fand vor dem späten 19. Jahrhundert keine Beachtung in der medizinischen Literatur. In den späten 1870er Jahren wurde es erstmals in der Fachliteratur als schädlich erwähnt und hatte sich um 1910 als fester Eintrag in Lehrbüchern über Kinderkrankheiten etabliert. Oft galt Daumenlutschen auch im späten 19. Jahrhundert allgemein als harmloses Vergnügen für das Kind, im medizinischen Kontext wurde es allerdings als schwerwiegendes, krankhaftes Verhalten gewertet. Letztendlich wurde es als Nervenkrankheit eingeordnet, die nur von fachkundigen Kinderärzten verstanden werden konnte.
Zum ersten Mal wurde kindliches Daumenlutschen 1878 in einem Artikel des US-amerikanischen Arztes Thomas Chandler als schädliches Verhalten erwähnt. Chandler sah es neben Vererbung als Hauptursache für Missbildungen des Kiefers und für unregelmäßige Zähne. Weiterhin seien Deformationen der Hände und eine schwachsinnige Miene zu erwarten.

“Many are absolutely incurable and the victim may be compelled to carry the marks of this practice and their accompanying discomforts through a long life.”

„Viele sind völlig unheilbar, und das Opfer kann gezwungen sein, die Zeichen dieser Praktik und der einhergehenden Beschwerden ein langes Leben hindurch zu tragen.“

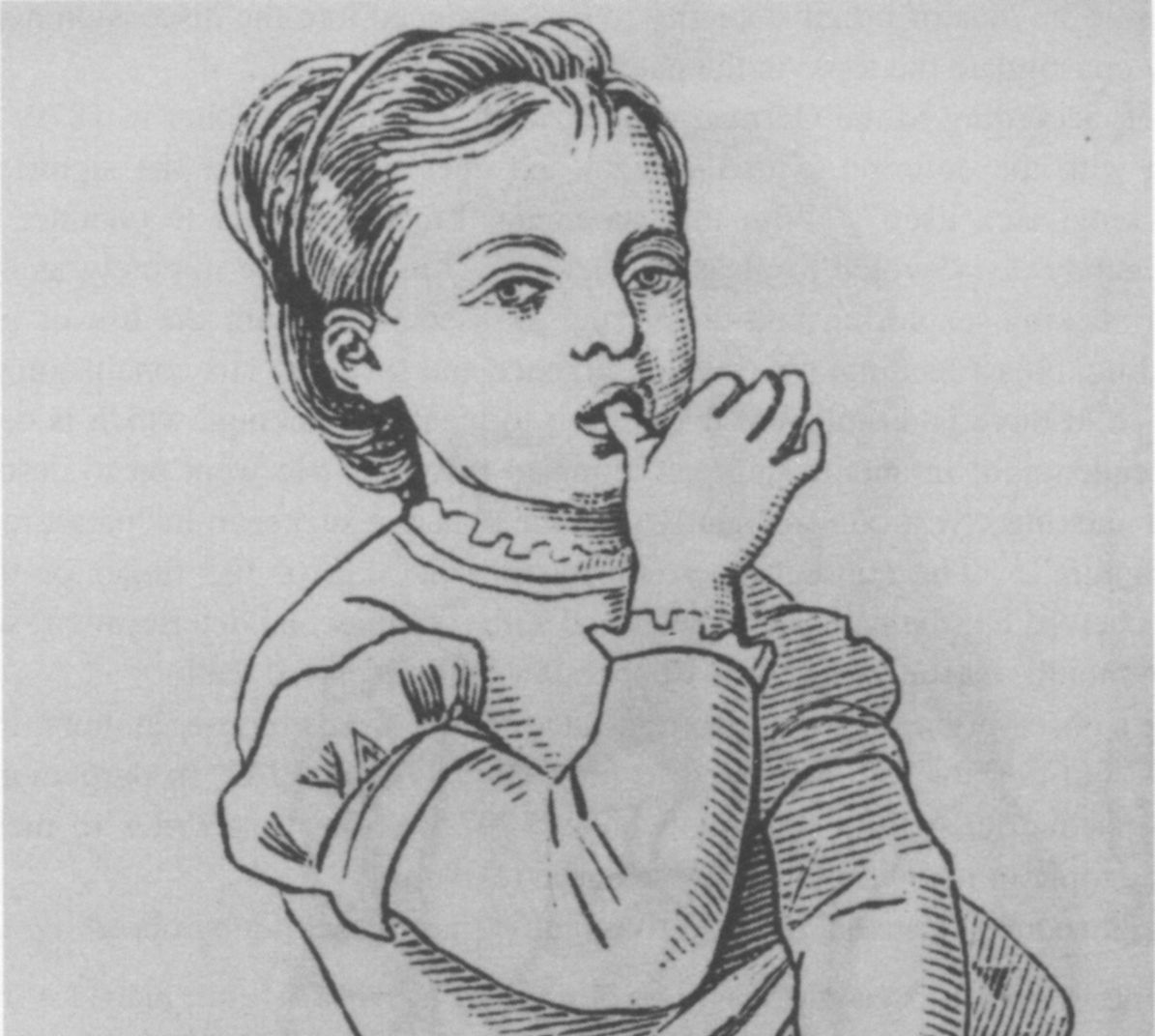
Ausschnitt aus einer Abbildung aus Lindners Artikel, die die „aktive Unterstützung“ des Daumenlutschens darstellt.

Der deutsche Kinderarzt S. Lindner wies 1879 darauf hin, dass Chandler nicht die volle Tragweite des Problems erkannt habe, und setzte sich in seinem Artikel detailliert mit dem Problem des Saugens an den Fingern, Lippen und anderen Körperteilen (von ihm „Ludeln“ genannt) auseinander. Er führte das Ludeln auf eine angeborene Neigung der Kinder zurück, alles an ihre Lippen zu führen. Als mögliche Folgen gab er geistigen Verfall, Skoliose, schiefen Mund, versetzte Zähne, unförmigen Kiefer sowie – als sexuelles Element – Masturbation an. Lindner betonte, dass Daumenlutscher ihr Vergnügen durch „aktive Unterstützung“ steigern könnten, also durch gleichzeitiges Berühren bestimmter Punkte an Kopf, Hals, Brust, Bauch oder Becken (hier gemeint die Genitalien).
1895 nahm Samuel Hopkins Chandlers Aussagen ebenfalls auf und führte sie in einer Monografie zum Thema weiter, wobei er vor gefährlichen Auswirkungen auf die intellektuelle und moralische Entwicklung warnte.

“So hideous is the deformity caused by this habit, that it seems incredible that it should be necessary even to call attention to it, much less to urge that action be taken to put a stop to the evil.”

„Die durch dieses Verhalten hervorgerufene Missbildung ist derart abscheulich, dass es unglaublich erscheint, überhaupt darauf aufmerksam machen zu müssen, ja darauf zu drängen, Maßnahmen zur Bekämpfung des Übels zu ergreifen.“

Lindner wurde unter anderem im ersten Lehrbuch zur Kinderheilkunde zitiert, das das Daumenlutschen als eigenes Thema behandelte. Dessen Autor Luther Emmett Holt ordnete es unter dem Abschnitt „Nervenkrankheiten“ ein und sah in der Gewöhnung an die Masturbation die „wahrscheinlich schädlichste Auswirkung“ des Daumenlutschens. Auch Sigmund Freud zitierte Lindner in seinen Drei Abhandlungen zur Sexualtheorie (1905), wo er das Daumenlutschen als Beispiel für kindliche Autoerotik erwähnte.
In der Folge wurde Daumenlutschen als eine der Masturbation verwandte Krankheit beschrieben, die dieselben Behandlungsmethoden erfordere. Karl Goldstone etwa führte 1908 als Gegenmaßnahmen für beide Praktiken deren frühzeitige Verhinderung sowie sanfte Ermahnung und Hygiene auf. Charles Kerley empfahl 1914 zur Vermeidung von Kratzen, Daumenlutschen, Nasebohren, Masturbation und dem Ziehen an Ohren und Lippen eine „Hand-I-Hold Mit“ genannte Vorrichtung, die über die Hand gestülpt wurde und jegliche Berührung durch Finger verhinderte.
Da Daumenlutschen eine sehr häufige Aktivität war, konnte es nicht auf Dauer als pathologisch eingestuft werden. Daher wurde es von verschiedenen Kinderärzten nurmehr als „schlechte Angewohnheit“ betrachtet. Bis zur Mitte des 20. Jahrhunderts war in Fachbüchern über Kinderkrankheiten ein Eintrag zum Daumenlutschen gängig.
Gillis vermutet, dass die Kinderärzte ein relativ harmloses Verhalten wie das Daumenlutschen als Krankheit einstuften, um eine Rechtfertigung für ihren Beruf als eigenständigen medizinischen Zweig hervorbringen zu können. Da Eltern und Ärzte oft entgegen den medizinischen Erkenntnissen nichts gegen das kindliche Daumenlutschen hatten und Kinderschwestern es als Mittel zur Beruhigung des Kindes begrüßten, hätten sich Kinderärzte als einzig kompetente Autorität etablieren können.

## Medien

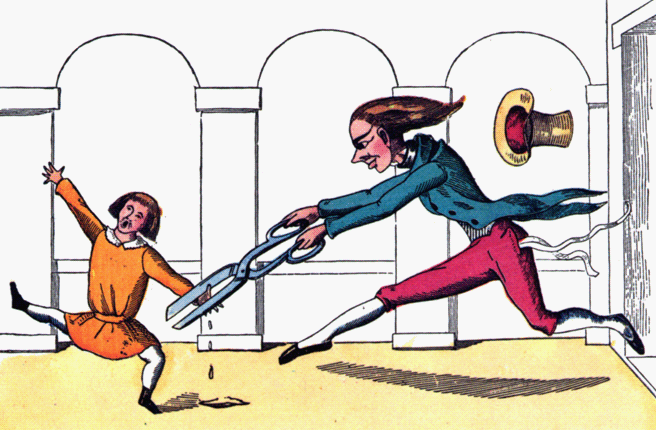
Szene aus dem Struwwelpeter

An den Struwwelpeter angelehnte Packungsbeilage von Hoffmann’s Stärkefabriken

In Heinrich Hoffmanns Struwwelpeter (1845) wird der „Daumenlutscher“ Konrad bestraft, indem ihm beide Daumen abgeschnitten werden.
Mit dem Thema befasst sich auch Walter Kirns 1999 erschienener Roman Thumbsucker sowie ein darauf basierender Film.
Es gibt einige moderne Kinderbücher, die dem Kind auf spielerische Art und Weise helfen sollen, mit dem Daumenlutschen aufzuhören.

### Kinderbücher zum "Daumenlutschen abgewöhnen"
- Anna und Dedo, ISBN 978-3-753407-838
- Philip und der Daumenkönig, ISBN 978-3-930299-263
- Simon Daumenlutscherkind, ISBN 978-3-702657-512
- Liese lutscht, ISBN 978-3-938766-385